# UボートXVIIB型
UボートXVIIB型 (U-Boot Klasse XVIIB) は、第二次世界大戦中のドイツ海軍の沿岸哨戒潜水艦。ヘルムート・ヴァルターが提唱した、高濃度過酸化水素を用いた非大気依存推進 (ヴァルター機関) により、水中高速力を実現することを目指した実験艦。1943年から1944年までの間に3隻が建造された。
第二次大戦後、建造された3隻のうち2隻は、アメリカおよびイギリスに接収された。アメリカに接収されたU1406は、実験に供された後、1948年5月18日に解体された。イギリスに接収されたU1407は、HMS メテオライトとして再就役した。

## 同型艦
- U-1405 (Unterseeboot 1405)
- U-1406 (Unterseeboot 1406)
- U-1407 (Unterseeboot 1407)

## 要目
- 排水量 (水上/水中)：312 t / 337 t
- 全長：41.5 m
- 全幅：4.5 m
- 喫水：4.3 m
- 速力 (水上/水中)：8.8 kt / 25 kt